# Metapezizella
Metapezizella is een monotypisch geslacht van schimmels uit de onderklasse Leotiomycetidae.  Het bevat alleen Metapezizella phyllachorivora.